# Elsa Triolet
Elsa Triolet (születési nevén Ella Jurjevna Kagan, oroszul: Элла Юрьевна Каган) (Moszkva, 1896. szeptember 24. (julián naptár szerint szeptember 12.) – Saint-Arnoult-en-Yvelines, 1970. június 16.) orosz származású francia író, költő, Louis Aragon felesége.

## Élete
Elsa Kagan Moszkvában született 1896-ban, zsidó családban. Apja ügyvéd, anyja zenetanár volt. Mind ő, mind húga, Lili kiváló oktatást kapott, folyékonyan megtanultak beszélni németül és franciául, valamint zongorázni.
Elsa a Moszkvai Állami Egyetemen szerzett építészmérnöki diplomát.
1915-ben ismerte meg a futurista költő és grafikusművész Vlagyimir Vlagyimirovics Majakovszkijt. Majakovszkij ekkor beleszeretett Elsa testvérébe, Lili Brikbe, de ő akkor már Oszip Brik (Majakovszkij kiadója) felesége volt, emellett nihilista-feminista harcosan házasságellenes elveket vallott.
Elsa első munkái közé tartozott Majakovszkij, illetve más orosz költők verseinek franciára fordítása.
1918 elején, az 1917-es októberi orosz forradalom hatására Franciaországba emigrált. Ott házasodott össze André Triolet francia lovassági tiszttel, akivel 1919-ben egy évre Tahitire költöztek. A házasság nem volt sikeres, Elsa későbbi elmondása szerint elsődlegesen érdekházasság volt; néhány év után el is váltak. Elsa írói munkássága ezzel együtt Tahitin kezdődött, hiszen ekkor már levelezett Viktor Boriszovics Sklovszkijjal, aki pedig az írásait megmutatta Makszim Gorkijnak is. Gorkij ezek olvastával azt javasolta neki, hogy komolyan gondolkodjon el az írói életpályán.
Első könyve Tahitin címmel jelent meg (orosz nyelven) 1925-ben.
1928-ban ismerkedett meg és házasodott össze Louis Aragon francia íróval, akinek hatására csatlakozott a Francia Kommunista Párthoz. Mindketten tevékenyen kivették részüket a francia ellenállás tevékenységéből.
Elsa Triolet volt az első nő, aki elnyerte a Goncourt-díjat (1944).
1970-ben szívrohamban hunyt el.

Mikor beteljesült sorsunk tragédiája
Ott ült tükre előtt egy álló napon át
Fésülte egyre csak fésülte láng haját
Ujja türelmesen mintha tűzvészt juházna
Mikor beteljesült sorsunk tragédiája ...

## Írói munkásságának jellemzése
Regényeit átszőtték az írónő reflexiói a művészet, a tudomány feladatairól, sajátosságairól, a politikai életről, az erkölcsről. Művészetének későbbi szakasza sajátos színt adott a realizmusnak: a mindennapi élet valóságát ötvözte a jövőbe néző képzelet fantasztikumával, a klasszikus realista formákat a modern tudat – és lélekábrázolás, valamint a mesélő és bonyolító kedvet a filozófiai és önvizsgáló elmélyedéssel.

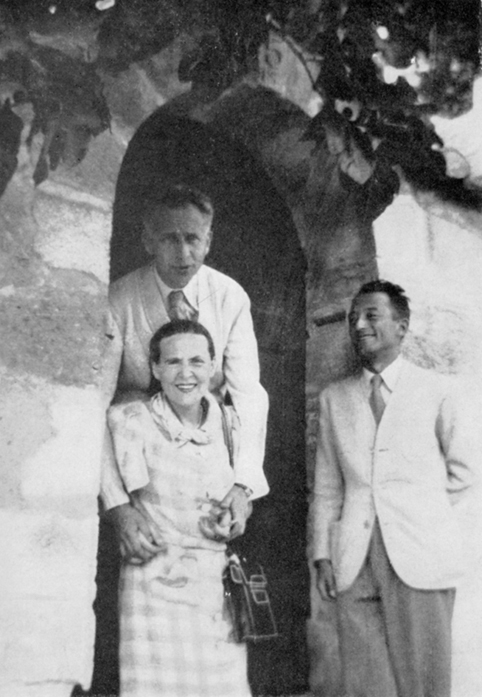
Louis Aragon, Elsa Triolet, valamint a francia költő Pierre Seghers 1944-ben

## Könyvei
- На Таити (In Tahiti, orosz nyelven, 1925)
- Fraise des bois (orosz nyelven, 1926)
- Camouflage (orosz nyelven, 1928)
- Bonsoir Thérèse (Good Evening, Theresa – az első könyve franciául, 1938)
- Maïakovski (1939)
- Mille regrets (1942)
- Le Cheval blanc (The White Horse, 1943)
- Qui est cet étranger qui n'est pas d'ici ? ou le mythe de la Baronne Mélanie (Who Is This Stranger Who Isn't from Here? or, The Myth of Baronesss Melanie) (1944)
- Le Premier accroc coûte deux cents francs (1944)
- Personne ne m'aime (Nobody Loves Me, (1946)
- Les Fantômes armés (The Armed Phantoms, (1947)
- L'Inspecteur des ruines (The Inspector of Ruins, 1948)
- Le Cheval roux ou les intentions humaines (The Roan Horse, or Humane Intentions) (1953)
- L'Histoire d'Anton Tchekov (The Life of Anton Chekov) (1954)
- Le Rendez-vous des étrangers (1956)
- Le Monument (1957)
- Roses à crédit (1959)
- Luna-Park (1960)
- Les Manigances (1961)
- L'Âme (1962)
- Le Grand jamais (The Big Never) (1965)
- Écoutez-voir (Listen and See) (1968)
- La Mise en mots (1969)
- Le Rossignol se tait à l'aube (1970)

## Magyarul
- Milyen kár volt... Novella; ford. Havas Endre; Cserépfalvi, Bp., 1946 (Cserépfalvi kiskönyvtára)
- Művész a viharban. Regény; ford. Gombos László; Athenaeum, Bp., 1947 (Athenaeum könyvek)
- Aragonː Költemények / Trioletː Fegyveres fantomok; ford. Térey Sándor, Murányi-Kovács Endre; Parnasszus, Bp., 1947
- Fegyveres kísértetek; ford. Ballenegger Henrik; Szikra, Bp., 1948
- Senki sem szeret...; ford. B. Lukács Erzsébet; Szikra, Bp., 1948
- Idegenek Párizsban; ford. Gereblyés László, Székely Andorné; Kossuth, Bp., 1958
- Az emlékmű. Regény; ford. Horváth Zoltán; Európa, Bp., 1958
- Az avignoni szerelmesek; ford. Pap Gábor; Európa, Bp., 1960
- A romfelügyelő; ford. Eckhardt Ilona; Európa, Bp., 1962
- Sohanapján; ford. Bartócz Ilona; Európa, Bp., 1966
- A fehér ló. Regény; ford. Szávai János; Európa, Bp., 1965
- Hajnalban elhallgat a csalogány; ford. Németh Emil; Magyar Helikon–Európa, Bp., 1972

## Könyveiből készült filmek
- 2010 Roses à crédit
- 1979 Le destin personnel
- 1979 La mouette
- 1975 Les amants d'Avignon
- 1964 La demande en mariage
- 1960 Normandia – Nyeman

## Fordítás
- Ez a szócikk részben vagy egészben  az   Elsa Triolet című angol Wikipédia-szócikk ezen változatának fordításán alapul.  Az eredeti cikk szerkesztőit annak laptörténete sorolja fel. Ez a jelzés csupán a megfogalmazás eredetét és a szerzői jogokat jelzi, nem szolgál a cikkben szereplő információk forrásmegjelöléseként.